# 北見市立常呂中学校
北見市立常呂中学校（きたみしりつ ところちゅうがっこう）は、北海道北見市に所在する公立中学校。

## 沿革
- 1947年（昭和22年）5月 - 常呂村立常呂中学校として創立開校[1]
- 1974年（昭和49年）4月 - 常呂町立常呂中学校、同沿中学校、同日吉中学校が統合し、新設の常呂町立常呂中学校として開校[1]

## 出身著名人

### カーリング選手
- 敦賀信人
- 本橋麻里
- 近江谷杏菜
- 阿部晋也
- シムソンズ
  - 関和章子
  - 船山弓枝
  - 小笠原歩
- 常呂中学校ROBINS
  - 吉田知那美
  - 吉田夕梨花
  - 小野寺佳歩
  - 鈴木夕湖
- WINS
  - 吉村紗也香
  - 石垣真央
- ドラゴン（常呂ジュニア）[2][3][4]
  - 中原亜星
  - 前田拓紀
  - 上川憂竜
  - 前田拓海

## アクセス
女満別空港から
空港連絡バス：女満別空港線（北見行） → 北見バスターミナル（約42分運賃1000円）
JR北見駅から
郊外バス（常呂線）：北見バスターミナル→常呂消防署（約65分）常呂中学校